# Undercover High School
Undercover High School (en hangul, 언더커버 하이스쿨; romanización revisada, Eondeokeobeo haiseukul) es una serie de televisión surcoreana de acción y comedia escrita por Im Young-bin, dirigida por Choi Jung-in, y protagonizada por Seo Kang-joon, Jin Ki-joo y Kim Shin-rok. Se emitirá por el canal MBC del 21 de febrero al 29 de marzo de 2025, en horario de viernes y sábados a las 21:50 (hora local coreana). También estará disponible en las plataformas Wavve, solo para Corea, y Viu en ámbito internacional.

## Sinopsis
Jung Hae-sung es un agente del NIS que fue degradado después de un incidente durante una operación. Un día se le asigna una misión secreta para rastrear el paradero de las barras de oro perdidas del emperador Gojong. Hae-sung oculta su identidad, se infiltra como estudiante en la escuela secundaria Byungmun y conoce a Oh Su-ah, su profesora. Ella comienza a notar las similitudes entre Hae-sung y su primer amor de la infancia, que la dejó desconsolada y llena de recuerdos dolorosos.

## Reparto

### Principal
- Seo Kang-joon como Jung Hae-sung, un agente de campo del equipo 4 de interior del NIS que fue una estrella del servicio en su momento, pero que después fue degradado al ser considerado reponsable de causar un gran accidente durante una operación.[1][2][3]
- Jin Ki-joo como Oh Su-ah, profesora temporal de historia de Corea en la escuela secundaria Byungmun, que da clase a Hae-sung.[4][5]
- Kim Shin-rok como Seo Myung-joo, presidenta de la Fundación Byungmun y de la prestigiosa escuela secundaria privada Byungmun. Madre de Ye-na, que estudia en la escuela. Es un personaje profundamente elitista que lo aborda todo desde la perspectiva de la competencia y el logro, la capacidad y los resultados.[6][7][8]

### Secundario

#### Gente delNIS
- Jeon Bae-soo como Ahn Seok-ho, el jefe del equipo 4 de interior del Servicio de Inteligencia Nacional y una segunda figura paterna para Hae-sung.[9][10][11]
- Jo Bok-rae como Ko Young-hoon, agente júnior de Hae-seong en el NIS, a veces más una carga que una ayuda para este.[10][11][12]
- Yoon Ga-i como Park Mi-jeong, agente júnior de Hae-seong en el NIS. Es una figura clave en el equipo, a cargo de falsificar documentos y piratear los elementos necesarios para las operaciones de infiltración de Hae-sung.[9][10][11]
- Lee Seo-hwan como Kim Hyeong-bae, director de la división de interior del NIS. Está a cargo de la operación «Undercover High School», pero es un personaje del que es difícil distinguir si es un aliado o un enemigo.[11][13]
- Im Cheol-hyung como Gong Jin-sang, compañero de clase del jefe Ahn y jefe del equipo 1 de interior del NIS, un hombre lleno de ambición que trata de desacreditar al grupo de Ahn.[14]

#### Consejo de estudiantes de la escuela secundaria Byungmun
- Kim Min-ju como Lee Ye-na, la única hija de Myung-joo; es la exigente y arrogante presidenta del consejo estudiantil, y nunca ha perdido el primer lugar en varias competiciones, concursos y encuestas de popularidad. En realidad, Ye-na lucha día y noche para ser apreciada por su madre.[15][16][17]
- Park Se-hyun como Ahn Yu-Jeong, miembro del consejo estudiantil de la escuela secundaria Byungmun. Es hija del jefe del equipo Ahn y hermana menor de Hae-sung. Aunque se sabe que es amiga íntima de Ye-na, en realidad mantiene una relación de superior-subordinada con ella.[17]
- Jang Seong-beom como Park Tae-soo, miembro del consejo estudiantil. Es hijo de un político que ha sido miembro de la Asamblea Nacional durante tres mandatos.
- Lee Hyun-so como Han Seung-jae, alumno de la clase 2-2, miembro del consejo estudiantil. Es hijo del director ejecutivo de Han Young Law Firm, el bufete de abogados número uno en Corea del Sur.[18]
- Yoon Chae-bin como Yoon Chae-rin, de la clase 2-1, miembro del consejo estudiantil y aprendiz de ídolo.
- Kim Sun-min como Ji Hyun-jun, de la clase 2-2. Vicepresidente del consejo estudiantil, orgullo de la escuela, que destaca por su comportamiento. No le agrada el nuevo estudiante Jung Hae-sung.[19]

#### Alumnos de la escuela secundaria Byungmun
- Shin Jun-hang como Lee Dong-mi, un alumno admitido en la escuela a través de las cuotas para las clases socialmentes desfavorecidas. Vive con su abuela en un estudio ubicado en un sótano, y se gana la vida trabajando a tiempo parcial. Su sueño es convertirse en escritor de novelas web. Dong-mi y Hae-seong se hacen amigos después de que este ayuda al primero cuando sufre acoso en la escuela.[17]
- Jung Soo-hyun como Im Yoon-cheol, un alumno que forma un grupo de matones con Tae-soo. Parece autoritario y rudo por fuera, pero pelea con la boca en lugar de con los puños.[20][21]
- Kang Pil-jun como Son Beom-sik, un alumno que forma un grupo de matones con Tae-soo.
- Shin Ga-eun como Choi Soo-jin, una alumna que es más rápida y más sensible a las redes sociales y las tendencias que cualquier otra persona.
- Kim Seung-beom como Kim Ho-jin, una fuente de información escolar que se toma en serio la transmisión por Internet y la producción de contenidos comerciales.

#### Personal de la escuela secundaria Byungmun
- Park Jin-woo como Park Jae-moon, el director de la escuela secundaria Byungmun y confidente del presidente, Myeong-ju.
- Oh Yong como Baek Gwang-du, subdirector de la escuela.
- Lee Min-ji como Kim Ri-an, profesora de educación física, compañera y alma gemela de Su-ah.[22]
- Noh Jong-hyun como Lee Jun-ho, el profesor de matemáticas, compañero de Su-ah.

#### Otros
- Kim Young-ah como Im Cheong-ha, la madre de Su-ah. Dirige el restaurante Hanjanhaet-Sua desde hace más de diez años.[23]
- Kim Soo-jin como la Sra. Jang, esposa del jefe del equipo Ahn, madre de Yoo-jeong y una persona maternal para Hae-sung.
- Ku Min-hyeok como Kim Hyeon-ho, guardia de seguridad del hospital.

### Apariciones especiales
- Kim Eui-sung como Seo Byeong-mun, el primer presidente de la Fundación Byeong-moon. Un traidor a la patria que no aparece registrado en la historia, el guardián de la caja fuerte secreta del emperador Gojong, cuyo oro malversó.[24]
- Jo Jae-yoon como Koo Sang-tae, quien dirige un sitio de apuestas ilegales, y testifica que Park Tae-soo frecuenta el sitio.[24]
- Lim Cheol-hyung como el líder del equipo Gong, el jefe del equipo doméstico 1 del Servicio de Inteligencia Nacional. Actúa como la mano derecha del director Kim.[24]
- Oh Eui-shik como Jeong Jae-hyeon, el padre de Hae-seong y agente del NIS.[24][25]
- Kim Kyung-hwa como la madre de Tae-su, a quien intenta proteger de la violencia escolar.[24]
- Ahn Nae-sang como un vecino que presta sus muebles.[24]

## Banda sonora original
La banda sonora original completa de la serie, editada por Koong World Inc. y distribuida por Aurora y Danal Entertainment, se lanzó el 4 de abril de 2025; consta de 62 pistas para una duración de 2:42:28.
| Parte | Fecha de publicación                                                                 | Título                                                                               | Letra                                                                                | Música                                                                               | Artista                                                                              | Dur.                                                                                 | Ref.                                                                                 |
| ----- | ------------------------------------------------------------------------------------ | ------------------------------------------------------------------------------------ | ------------------------------------------------------------------------------------ | ------------------------------------------------------------------------------------ | ------------------------------------------------------------------------------------ | ------------------------------------------------------------------------------------ | ------------------------------------------------------------------------------------ |
| 1     | 21 de febrero de 2025                                                                | «Until I'm With You»                                                                 | Polar Bears (Lee Jung-woo, Rich, Cozy)                                               | Polar Bears (Lee Jung-woo, Rich, Cozy)                                               | Doyouka                                                                              | 3:57                                                                                 | [ 27 ]                                                                               |
| 2     | 28 de febrero de 2025                                                                | «Love Is You»                                                                        | Kinsha                                                                               | Tomajo, Noyi                                                                         | Kim Pu-reum                                                                          | 3:00                                                                                 | [ 28 ]                                                                               |
| 3     | 7 de marzo de 2025                                                                   | 내 이름을 불러줘 («Di mi nombre»)                                                    | Loogone, Han Gyeong-soo                                                              | Loogone, Han, Prime Time                                                             | Han Gyeong-soo                                                                       | 3:42                                                                                 | [ 29 ]                                                                               |
| 4     | 10 de marzo de 2025                                                                  | «A-Yo»                                                                               | Zeenan, Lee Jung-won                                                                 | Zeenan, Lee, +1, Dong6                                                               | Lucy                                                                                 | 2:50                                                                                 | [ 30 ] [ 31 ]                                                                        |
| 5     | 14 de marzo de 2025                                                                  | 넌 어때 («¿Y tú?»)                                                                   | Giryeon                                                                              | Zeenan, Lee, +1, Dong6                                                               | Vin                                                                                  | 3:15                                                                                 | [ 32 ]                                                                               |
| 6     | 21 de marzo de 2025                                                                  | «I'm In Love With You»                                                               | Polar Bears (Lee Jung-woo, Rich, Cozy)                                               | Polar Bears (Lee Jung-woo, Rich, Cozy)                                               | Homezone                                                                             | 2:53                                                                                 | [ 33 ]                                                                               |
| Notas | Las canciones de la banda sonora tienen una versión instrumental de igual duración . | Las canciones de la banda sonora tienen una versión instrumental de igual duración . | Las canciones de la banda sonora tienen una versión instrumental de igual duración . | Las canciones de la banda sonora tienen una versión instrumental de igual duración . | Las canciones de la banda sonora tienen una versión instrumental de igual duración . | Las canciones de la banda sonora tienen una versión instrumental de igual duración . | Las canciones de la banda sonora tienen una versión instrumental de igual duración . |

## Producción
Undercover High School es una coproducción de Neo Entertainment y Slingshot Studio para MBC. El guion está escrito por Im Young-bin, previamente coguionista de Sketch (JTBC, 2018), y de Bad Prosecutor (KBS2, 2022). La dirección corre a cargo de Choi Jung-in, que dirigió anteriormente On the Verge of Insanity (MBC, 2021) y Knight Flower (en colaboración, MBC, 2024).
El 6 de marzo de 2024 fuentes de la industria del entretenimiento informaron de que Seo Kang-joon había aceptado un papel de protagonista en la serie. El 23 de mayo siguiente medios periodísticos comunicaron que, además de Seo Kang-joon, Jin Ki-joo y Kim Min-ju protagonizarían Undercover High School. Para Seo Kang-joon supone la vuelta a la actuación tras haber cumplido el servicio militar. Seo declaró que la había elegido porque le atraía la mezcla de géneros que contiene: comedia, acción, crimen. Se preparó para su papel en una escuela de acción. El 27 de junio del mismo año se añadió el nombre de Kim Shin-rok al reparto. El 10 de septiembre la agencia de Yoon Ga-i anunció que esta se había unido al reparto de la serie.
El comienzo del rodaje de Undercover High School estaba previsto para finales del primer semestre de 2024. Sin embargo, la serie se estaba rodando aún en noviembre de 2024.
El equipo de producción de Undercover High School distribuyó imágenes de la lectura del guion el 15 de enero de 2025, realizada en el verano de 2024; al día siguiente lanzó el primer cartel. La serie se presentó al público en un programa especial emitido por MBC el 27 del mismo mes, a las 23:40. Tres días después el canal publicó tres carteles de personajes, uno para cada uno de los protagonistas. El 4 de febrero lanzó el tercer cartel, con los tres personajes principales, y una semana después el cuarto, donde aparecen Hae-sung y Su-ah como alumno y profesora. El 14 se lanzó el tercer avance, con la confrontación entre Hae-sung y Myung-joo, que remite a la trama principal de la serie.

## Audiencia
| Temporada | Temporada | Episodio número | Episodio número | Episodio número | Episodio número | Episodio número | Episodio número | Episodio número | Episodio número | Episodio número | Episodio número | Episodio número | Episodio número | Promedio |
| Temporada | Temporada | 1               | 2               | 3               | 4               | 5               | 6               | 7               | 8               | 9               | 10              | 11              | 12              | Promedio |
| --------- | --------- | --------------- | --------------- | --------------- | --------------- | --------------- | --------------- | --------------- | --------------- | --------------- | --------------- | --------------- | --------------- | -------- |
|           | 1         | 1.099           | 1.311           | 1.199           | 1.537           | 1.387           | 1.386           | 1.312           | 1.239           | 1.153           | 1.044           | 1.156           | 1.142           | 1.247    |

| Episodio | Fecha de emisión      | Índices de audiencia (Nielsen Korea) | Índices de audiencia (Nielsen Korea) |
| Episodio | Fecha de emisión      | Nacional                             | Seúl                                 |
| --- | --------------------- | ------------------------------------ | ------------------------------------ |
| 1 | 21 de febrero de 2025 | 5,6 % (12.ª)                         | 5,8 % (9.ª)                          |
| 2 | 22 de febrero de 2025 | 6,6 % (5.ª)                          | 6,5 % (4.ª)                          |
| 3 | 28 de febrero de 2025 | 6,6 % (9.ª)                          | 6,7 % (6.ª)                          |
| 4 | 1 de marzo de 2025    | 8,3 % (3.ª)                          | 8,3 % (3.ª)                          |
| 5 | 7 de marzo de 2025    | 7,2 % (6.ª)                          | 7,0 % (6.ª)                          |
| 6 | 8 de marzo de 2025    | 6,7 % (3.ª)                          | 7,1 % (3.ª)                          |
| 7 | 14 de marzo de 2025   | 6,8 % (6.ª)                          | 6,3 % (8.ª)                          |
| 8 | 15 de marzo de 2025   | 6,1 % (4.ª)                          | 6,1 % (3.ª)                          |
| 9 | 21 de marzo de 2025   | 6,1 % (7.ª)                          | 5,8 % (8.ª)                          |
| 10 | 22 de marzo de 2025   | 5,4 % (5.ª)                          | 5,3 % (5.ª)                          |
| 11 | 28 de marzo de 2025   | 6,0 % (6.ª)                          | 6,3 % (7.ª)                          |
| 12 | 29 de marzo de 2025   | 5,8 % (4.ª)                          | 5,8 % (4.ª)                          |
| Promedio | Promedio              | 6,4 %                                | 6,4 %                                |
| - En la tabla superior, los números azules representan las calificaciones más bajas y los números rojos representan las más altas. |                       |                                      |                                      |